# Crataegus prona
Crataegus prona es una especie de planta del género Crataegus, perteneciente a la familia Rosaceae.

## Taxonomía
Crataegus prona fue descrita por William Willard Ashe en 1903.

## Distribución
Se encuentra en el territorio sureste de Canadá hasta el centro-norte y noreste de Estados Unidos.